# Tommy Vee
Tommy Vee é um DJ italiano, que começou a fazer sucesso em 2007 com o single "Lovely", que tocou nas principais rádios de todo o Brasil.